# Chris Miller (1975)
Pour les articles homonymes, voir Chris Miller et Miller.
Christopher Miller, dit Chris Miller, est un réalisateur, scénariste, acteur et producteur de cinéma américain, né le 23 septembre 1975 à Everett dans l'État du Washington.

## Biographie
Christopher Robert Miller nait à Everett dans l'État de Washington.
Chris Miller débute en tant qu'acteur dans la série télévisée Caroline in the City en 1998. C'est là qu'il rencontre Phil Lord. Peu de temps après, ils coécrivent leur premier scénario pour la série Zoé, Duncan, Jack et Jane. Trois ans plus tard, ils lancent la série d'animation Clone High.
En 2009, Chris Miller réalise, toujours avec Phil Lord, leur premier long métrage d'animation : Tempête de boulettes géantes (Cloudy with a Chance of Meatballs). C'est un succès mondial avec 243 006 126 dollars de recettes à travers le monde. En 2012, ils sont les réalisateurs de la comédie d'action 21 Jump Street avec Jonah Hill et Channing Tatum, adaptée de la série culte éponyme. C'est un nouveau succès, avec des recettes mondiales atteignant plus de 200 millions de dollars,.
En 2014, il sort deux longs métrages avec Phil Lord. Tout d'abord le film d'animation La Grande Aventure Lego, une comédie loufoque inspirée des jouets Lego créés par Ole Kirk Christiansen. Quelques mois plus tard, sort 22 Jump Street, qui fait suite à 21 Jump Street (2012).
En juillet 2015, il est annoncé, toujours avec son compère Phil Lord, comme réalisateur d'un film spin-off Star Wars centré sur Han Solo. Second spin-off de la série A Star Wars Story, après Rogue One, le film est prévu pour 2018,. Le 20 juin 2017, Kathleen Kennedy, présidente de Lucasfilm annonce que Phil Lord et Chris Miller ne seront plus les réalisateurs du film sur Han Solo, en raison de différends sur la vision créative de l’œuvre. Ils sont remplacés par Ron Howard, alors que le tournage était cependant bien avancé. Les deux réalisateurs expliquent alors « malheureusement, notre vision et façon de faire n'étaient pas raccords avec nos partenaires sur ce projet. Nous ne sommes habituellement pas fans de la phrase “divergences créatives”, mais pour une fois, c'est tout à fait cela. Nous sommes vraiment fiers de notre casting et de notre équipe quatre étoiles. » En mars 2018, ils annoncent qu'ils seront finalement crédités au générique comme producteurs délégués.

## Filmographie

### Réalisateur
- 2002-2003 : Clone High (série télévisée d'animation) - 13 épisodes (coréalisé avec Phil Lord)
- 2009 : Tempête de boulettes géantes (Cloudy with a Chance of Meatballs) (coréalisé avec Phil Lord)
- 2012 : 21 Jump Street (coréalisé avec Phil Lord)
- 2013 : Brooklyn Nine-Nine (série télévisée) - Saison 1, épisode 1 (coréalisé avec Phil Lord)
- 2014 : La Grande Aventure Lego (The Lego Movie) (coréalisé avec Phil Lord)
- 2014 : 22 Jump Street (coréalisé avec Phil Lord)
- 2015 : The Last Man on Earth (série télévisée) - saison 1, épisodes 1 et 2 (coréalisé avec Phil Lord)
- 2026 : Projet Dernière Chance (Project Hail Mary) (coréalisé avec Phil Lord)

### Scénariste
- 1999 : Zoé, Duncan, Jack et Jane (Zoe, Duncan, Jack and Jane) (série télévisée)
- 2002-2003 : Clone High (série télévisée d'animation) - 13 épisodes
- 2005 : How I Met Your Mother - saison 1, épisodes 3 et 9
- 2008 : Extreme Movie d'Adam Jay Epstein et Andrew Jacobson
- 2009 : Tempête de boulettes géantes (Cloudy with a Chance of Meatballs)
- 2013 : L'Île des Miam-nimaux : Tempête de boulettes géantes 2 (Cloudy with a Chance of Meatballs 2) de Cody Cameron et Kris Pearn (idée de départ uniquement)
- 2014 : La Grande Aventure Lego (The Lego Movie)
- 2018 : Spider-Man: New Generation de Peter Ramsey, Bob Persichetti et Rodney Rothman (idée de départ uniquement)
- 2019 : La Grande Aventure Lego 2 (The Lego Movie 2: The Second Part) de Mike Mitchell et Trisha Gum
- 2023 : Spider-Man: Across the Spider-Verse de Joaquim Dos Santos, Kemp Powers et Justin K. Thompson
- prochainement : Spider-Man: Beyond the Spider-Verse de Joaquim Dos Santos, Kemp Powers et Justin K. Thompson

### Producteur
- 2002-2003 : Clone High (série télévisée d'animation) - 13 épisodes
- 2005-2006 : Saison 1 de How I Met Your Mother - Saison 1
- 2013 : Brooklyn Nine-Nine (série télévisée) - Saison 1, épisode 1
- 2013 : L'Île des Miam-nimaux : Tempête de boulettes géantes 2 (Cloudy with a Chance of Meatballs 2) de Cody Cameron et Kris Pearn
- 2016 : Cigognes et Cie
- 2017 : Brigsby Bear de Dave McCary
- 2017 : Lego Ninjago, le film de Charlie Bean, Paul Fisher et Bob Logan
- 2017 : Lego Batman, le film de Chris McKay
- 2018 : Solo: A Star Wars Story de Ron Howard (crédité comme producteur délégué après son éviction du poste de réalisateur)
- 2018 : Spider-Man: New Generation de Peter Ramsey, Bob Persichetti et Rodney Rothman
- 2019 : La Grande Aventure Lego 2 (The Lego Movie 2: The Second Part) de Mike Mitchell et Trisha Gum
- 2021 : Les Mitchell contre les machines de Mike Rianda
- 2021 : America : Le Film (America: The Motion Picture) de Matt Thompson
- 2022 : Cocaine Bear d'Elizabeth Banks
- 2023 : Spider-Man: Across the Spider-Verse de Joaquim Dos Santos, Kemp Powers et Justin K. Thompson
- 2026 : Projet Dernière Chance (Project Hail Mary)
- prochainement : Spider-Man: Beyond the Spider-Verse de Joaquim Dos Santos, Kemp Powers et Justin K. Thompson

### Acteur
- 1998-2000 : Caroline in the City (série télévisée) - 3 épisodes : Cliff
- 2002-2003 : Clone High (série télévisée d'animation) - 13 épisodes : JFK / Vice Principal M. Butlertron (voix)
- 2009 : Tempête de boulettes géantes (Cloudy with a Chance of Meatballs) : voix diverses
- 2014 : La Grande Aventure Lego (The Lego Movie) : le présentateur TV (voix)